# Bürgerbräukeller

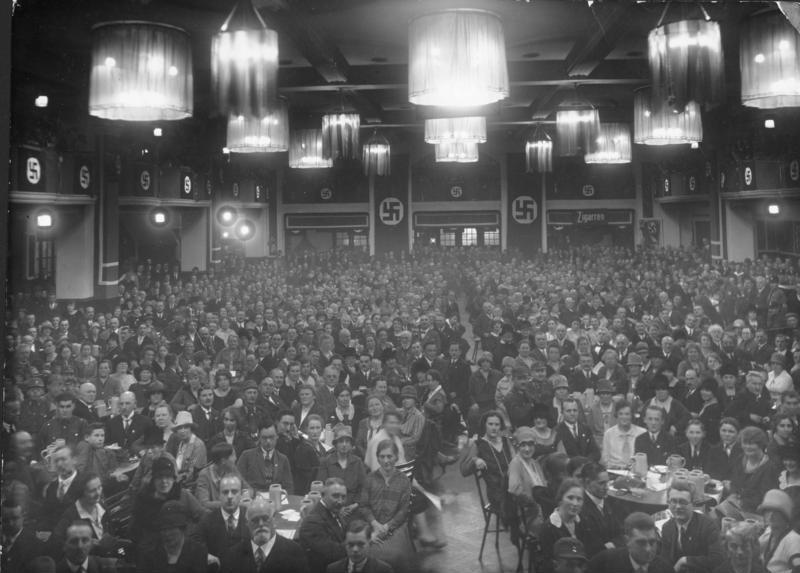
Meeting du NSDAP à la brasserie en 1923.

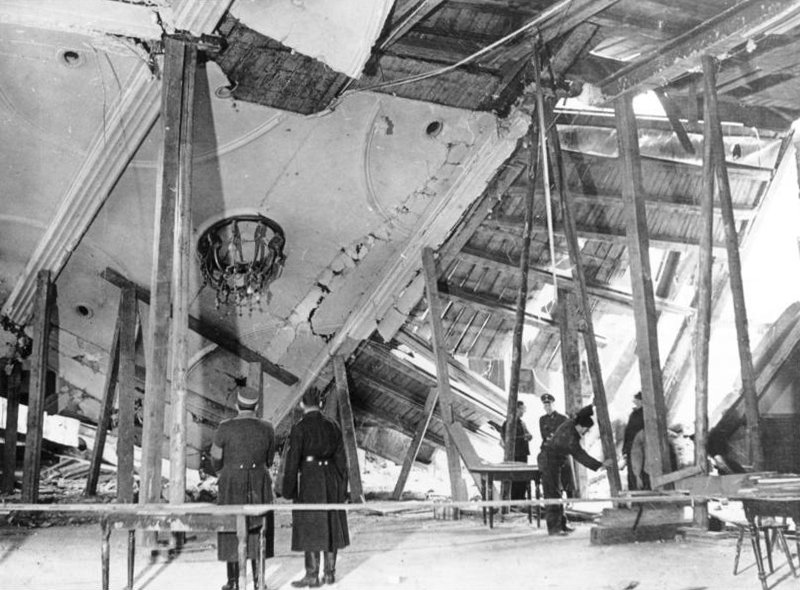
Le Bürgerbräukeller après l'attentat de 1939.

Le Bürgerbräukeller (en traduction littérale, la « cave à bière du citoyen ») était une brasserie allemande située à Munich où se tenaient certaines réunions du Parti national-socialiste des travailleurs allemands, l'autre brasserie utilisée était la Hofbräuhaus.

## Histoire
C'est à la Bürgerbräukeller que commence le célèbre putsch de la Brasserie mené par Adolf Hitler le 8 novembre 1923, ce qui conduit le futur dictateur en prison jusqu'à la fin de l’année 1924.
C'est dans cette salle que l'attentat contre Hitler préparé par Georg Elser échoue le 8 novembre 1939, à treize minutes près : Hitler a prononcé son discours de commémoration du putsch de 1923 et vient de quitter les lieux, quand la bombe artisanale de Elser explose. Huit personnes sont tuées et une soixantaine blessées ; la brasserie est gravement endommagée mais non reconstruite.
Dans les années suivantes, Hitler tient son discours annuel de commémoration à la Löwenbräukeller. Jusqu'à la fin de la Seconde Guerre mondiale, en 1945, le bâtiment sert à stocker de la nourriture.
Durant l'occupation alliée de l'Allemagne, il est reconverti en USO. Il rouvre en 1958 en tant que brasserie et salle événementielle. Il est démoli en 1979 pour laisser place à une nouvelle construction ; une plaque située près de l'endroit rappelle la tentative d'Elser et marque l'endroit précis où se trouvait le pilier qui contenait sa bombe.